# Наху, Адель
Адель Наху (англ. Adèle Nakhou) — сирийско-ливанская феминистка.  
Наху известна как одна из пионеров женского движения на Ближнем Востоке.

## Деятельность
Адель Наху известна как пионер сирийско-ливанского женского движения наряду с Лабибой Сабит, Ибтихаджем Каддурой, Розой Шихаа, Эвелин Бустрос, Лорой Табет, Найлой Сааб и Эмили Фарес Ибрагим. Они принадлежали к группе просвещённых светских женщин, получивших образование у западных миссионеров, снявших чадру, которые поддерживали независимость от колониальной власти. Так же они были арабскими националистами-модернистами и считали, что новая независимая нация не добьется успеха, если в её элиту не войдут женщины как активные граждане.
Адель Наху была известной активистской и одним из руководителей Совета ливанских женщин, который провел успешную кампанию в поддержку избирательного права женщин в Ливане в 1950-х годах. Во время тура, известного как «Неделя женщин», активистки совета посетили разные части страны, чтобы заручиться общественной поддержкой избирательного права женщин; а затем представить положительный результат политическим кандидатам. Совет также успешно провёл кампанию за равные права наследования для женщин-христианок в 1959 году, за сохранение гражданства женщины при вступлении в брак с иностранцем в 1960 году и за право замужней женщины путешествовать без письменного разрешения мужа в 1974 году.